# Sahalax kyrka
Sahalax kyrka (på finska Sahalahden kirkko) är en kyrkobyggnad i empirestil som ligger i östra Kangasala. Kyrkan ligger söder om centrala Sahalax.
Den nuvarande kyrkan är den tredje kyrkan i området. Den första kyrkan byggdes öster om nuvarande kyrka 1559. Den första kyrkan i Sahalax brann år 1728 och den nuvarande träkyrkan byggdes i slutet av 1820-talet. 
Carl Ludvig Engel var med och ritade kyrkan. I kyrkan finns ungefär 550 sittplatser och en predikstol. Kyrkan har också en orgel som Kangasala orgelfabrik uppförde år 1889. Alexandra Frosterus-Såltin målade altartavlan år 1896.